# 碱韭
碱韭（学名：Allium polyrhizum）为葱科葱属的植物。分布于中亚地区、俄罗斯、蒙古以及中国大陆的青海、宁夏、新疆、黑龙江、吉林、内蒙古、山西、河北、甘肃、辽宁等地，生长于海拔1,000米至3,700米的地区，常生于向阳山坡以及草地上，目前已由人工引种栽培。

## 别名
紫花韭、扎蒙

## 种下等级
- Allium subangulatum Regel